# 亚历山德鲁·默采尔
亞歷山德魯·馬特爾（羅馬尼亞語：Alexandru Mățel；1989年10月17日—）是一位罗马尼亚足球運動員。在場上的位置是右後衛。他於2015年開始效力於克羅地亞足球甲級聯賽球隊萨格勒布迪纳摩。